# Soudersburg, Pennsylvania
Soudersburg, Pennsylvania (енгл. Soudersburg) насељено је место без административног статуса у америчкој савезној држави Пенсилванија.

## Демографија
По попису из 2010. године број становника је 540.
| Група             | 2000.    | 2010.       |
| Белци             | 0 (0,0%) | 455 (84,3%) |
| Афроамериканци    | 0 (0,0%) | 12 (2,2%)   |
| Азијати           | 0 (0,0%) | 20 (3,7%)   |
| Хиспаноамериканци | 0 (0,0%) | 34 (6,3%)   |
| Укупно            | 0        | 540         |